# Provincia eclesiástica de Toledo

Archidiócesis de Toledo
Sufragáneas

La provincia eclesiástica de Toledo constituye una de las 14 provincias eclesiásticas en España. Está constituida por la Archidiócesis de Toledo y sus cuatro diócesis sufragáneas: Las diócesis de Ciudad Real, Albacete, Cuenca y Sigüenza-Guadalajara.

## Historia
La presencia del cristianismo en la ciudad de Toledo se remonta al siglo I, si bien la religión no se extiende hasta comienzos del siglo IV, en la época de la persecución cristiana del emperador Diocleciano en la que suceden hechos como el martirio de Santa Leocadia. En el concilio de Elvira del año 300, figura la firma del obispo Melancio, siendo el primer obispo de Toledo. Con la llegada de los visigodos y especialmente tras la elección de Toledo como capital del reino, la diócesis extiende su dominio dentro de la provincia cartaginense de cuya capital, Carthago Spartaria, depende eclesiásticamente. Al haber quedado Cartagena, sede metropolitana de la archidiócesis y capital provincial, en territorio ocupado por los bizantinos, el rey visigodo Gundemaro promovió la celebración de un sínodo que se desarrolló en Toledo y que acordó que Toledo era la metrópoli de toda la provincia, arrebatándole este título a la sede de Cartagena, declaración que respaldó el rey por decreto de 23 de octubre de 610. La provincia eclesiástica abarcaba un total de 20 diócesis, entre la que se encontraba la diócesis de Sigüenza, creada en el siglo VI y que hasta la actualidad forma parte de su provincia eclesiástica. El arzobispo de Toledo podía intervenir en el nombramiento de obispos en la península.
Tras la invasión musulmana de la península ibérica, muchos de los cristianos de la diócesis, incluido el arzobispo, huyeron al norte. El rey Alfonso VI reconquista la ciudad de Toledo en 1085 devolviendo su antiguo poder a la archidiócesis. El papa Urbano II, mediante la bula Cunctis Sanctorum, de 1088/1089, reconoció a los titulares de la diócesis toledana la condición de primados y metropolitanos, recuperando el papel protagonista que la sede episcopal había tenido en época visigoda. La sede episcopal participa activamente en la Reconquista, asumiendo el territorio que se conquistaba, y alentando en su territorio la expansión de las Órdenes militares de Santiago, Calatrava y Alcántara. Así pues, la archidiócesis, abarcaba la jurisdicción de mayor extensión en la península, ocupando las actuales provincias de Toledo, Ciudad Real, Madrid y una parte sustancial de las de Albacete, Guadalajara, Badajoz y Cáceres.
En el siglo XV, la diócesis toledana creció en jurisdicción, quedando bajo su provincia eclesiástica las diócesis de Palencia, Osma, Segovia, Sigüenza, Cuenca (creada en 1183 y que sigue formando parte de la provincia eclesiástica), Córdoba y Jaén.
Durante el siglo XVII hasta el siglo XIX y parte del XX, la archidiócesis empieza a perder las diócesis que estaban bajo su jurisdicción. A partir de su territorio se crearon la diócesis de Madrid-Alcalá en 1886 (más tarde archidiócesis, desligándose de Toledo), y la prelatura de Ciudad Real en 1875 (elevada a diócesis en 1980). Solo las diócesis de Cuenca y Sigüenza-Guadalajara han permanecido en la provincia eclesiástica. En 1949 se creó la diócesis de Albacete, desmenbrándose de las diócesis de Cartagena, Cuenca y Toledo y pasando a formar parte de la provincia eclesiástica.

## Organización territorial

### Datos de la Provincia Eclesiástica
La provincia eclesiástica de Toledo está formada por la archidiócesis de Toledo -que es la sede metropolitana- y las diócesis sufragáneas de Ciudad Real, Albacete, Cuenca y Sigüenza-Guadalajara. Además, el arzobispo de Toledo es el metropolitano de la provincia y tiene autoridad limitada sobre las diócesis sufragáneas.
| Provincia eclesiástica de Toledo | Provincia eclesiástica de Toledo | Provincia eclesiástica de Toledo |
| Catedral                         | Advocación                       | Diócesis                         |
| -------------------------------- | -------------------------------- | -------------------------------- |
| Catedral de Toledo               | Virgen María                     | Toledo                           |
| Catedral de Ciudad Real          | Virgen María                     | Ciudad Real                      |
| Catedral de Albacete             | Juan el Bautista                 | Albacete                         |
| Catedral de Cuenca               | Virgen María y San Julián        | Cuenca                           |
| Catedral de Sigüenza             | Virgen María                     | Sigüenza-Guadalajara             |
| Concatedral de Guadalajara       | Virgen María                     | Sigüenza-Guadalajara             |

Actualmente, la provincia tiene alrededor de 1423 parroquias, abarca unos 83.402 km² en donde habitan aproximadamente 2.144.031 de personas de las cuales el 92,18% son católicos.
| Datos comparativos entre las diócesis de la provincia  | Datos comparativos entre las diócesis de la provincia | Datos comparativos entre las diócesis de la provincia | Datos comparativos entre las diócesis de la provincia | Datos comparativos entre las diócesis de la provincia | Datos comparativos entre las diócesis de la provincia |
| ------------------------------------------------------ | ----------------------------------------------------- | ----------------------------------------------------- | ----------------------------------------------------- | ----------------------------------------------------- | ----------------------------------------------------- |
| Diócesis                                               | Erigida                                               | Área(km²)                                             | % C.                                                  | Población total                                       | P.                                                    |
| Toledo                                                 | Siglo I                                               | 19.333                                                | 86,3                                                  | 735.154                                               | 270                                                   |
| Ciudad Real                                            | 1875                                                  | 19.813                                                | 98,3                                                  | 530.800                                               | 164                                                   |
| Albacete                                               | 1949                                                  | 14.926                                                | 96,9                                                  | 402.318                                               | 193                                                   |
| Cuenca                                                 | 1183                                                  | 17.140                                                | 89                                                    | 218.036                                               | 326                                                   |
| Sigüenza-Guadalajara                                   | siglo VI                                              | 12.190                                                | 90,4                                                  | 257.723                                               | 470                                                   |
| Total                                                  | Total                                                 | 83.402                                                | 92.18                                                 | 2.144.031                                             | 1423                                                  |
| P.=Número de parroquias; % C.=Porcentaje de católicos; |                                                       |                                                       |                                                       |                                                       |                                                       |

## Episcopologio
- Ver Lista de Obispos y Arzobispos de Toledo
- Ver Lista de Obispos de Albacete
- Ver Lista de Obispos de Ciudad Real
- Ver Lista de Obispos de Cuenca
- Ver Lista de Obispos de Sigüenza-Guadalajara